# Brentano String Quartet
El Cuarteto Brentano fue fundado en 1992 en la Escuela Juilliard. Sus miembros fundadores eran los violinistas Mark Steinberg y Serena Canin, el viola Misha Amory y el violonchelista Michael Kannen. A sugerencia del marido de Canin, un pianista, el cuarteto tomó su nombre de Antonie Brentano, quien ha sido considerada como la "Amada Inmortal" de Beethoven y la intencionada destinataria de su famosa Confesión de amor.

## Trayectoria
El cuarteto hizo su debut público en concierto en Nueva York, en febrero de 1994. En 1995, el cuarteto recibió el primer premio Cleveland Quartet, el Premio Naumburg y el Premio Martin Segal. Kannen dejó el cuarteto en mayo de 1998, después de que su esposa sufriera lesiones en un accidente de automóvil, para poder cuidar de su hijo. Entonces Nina Lee se unió al cuarteto como la violonchelista del conjunto. El cuarteto desde entonces ha trabajado junto con Kannen como violonchelista invitado, como en los conciertos de marzo de 2008 en La Universidad del Estado de Pensilvania y en septiembre de 2014 en la Universidad de Amherst. Kannen también ha vuelto como sustituto de la violonchelista cuando Lee estaba embarazada.
En su primera aparición en el Wigmore Hall, fue galardonado con el Royal Philharmonic Society Music Award por el debut más espectacular de 1997. Sirvió como cuarteto residente en la Universidad de Nueva York desde 1995. Ese mismo año fueron elegidos por la Chamber Music Society del Lincoln Center para participar en la temporada inaugural de la Chamber Music Society Two.
En 1999, el cuarteto se convirtió en el primer Conjunto en Residencia en la Universidad de Princeton, después de haber tocado primero como artistas invitados en la Universidad de Princeton en el año 1993. El cuarteto apareció por primera vez en la Van Cliburn International Piano Competition en 2013 en Fort Worth, Texas, donde interpretó los quintetos de piano con cada uno de los 12 semifinalistas del concurso. El cuarteto mantuvo su residencia en Princeton hasta 2014. En noviembre de 2013, el Cuarteto Brentano fue anunciado como el nuevo cuarteto en residencia en la Escuela de Música de Yale, en sucesión del Tokyo String Quartet, efectiva en julio de 2014.
El cuarteto ha realizado grabaciones comerciales para sellos como Naxos. En otros medios de comunicación, el cuarteto interpretó la banda sonora de la película de 2012, El último concierto (A Late Quartet) de Yaron Zilberman. Lee hizo un cameo en la película como una versión de sí misma, como la violonchelista de un ficticio trío de piano liderado por Wallace Shawn.
Desde su origen en 1992, el Cuarteto de Cuerda Brentano se ha distinguido por su brillantez técnica, su conocimiento musical y su elegancia estilística. 
El Cuarteto actúa extensamente, tanto en Norteamérica, donde residen todos sus miembros, como en otros escenarios de Europa, Japón y Australia (Inglaterra, Alemania, Francia, España, Suiza, Italia, Holanda, Grecia) y festivales internacionales como los de Edimburgo, Bath, De Divonne, Kuhmo, Mozartwoche en Salzburgo y muchos otros. Disfrutando de una especial y estrecha relación con Mitsuko Uchida, aparecen regularmente con ella en Estados Unidos, Europa y Japón. Entre otros de los prestigiosos artistas con los que han trabajado se incluye la soprano Jessye Norman y el pianista Richard Goode.
En temporadas pasadas han aparecido con gran éxito, entre otros, en el Carnegie Hall, Wigmore Hall, Barbican Centre de Londres, Concertgebouw en Ámsterdam, Konzerthaus en Viena y Berlín, Stuttgart Liederhalle, Suntory Hall en Tokio, Sydney Opera House así como en Colonia, Hamburgo, Basilea, Ginebra, Madrid y en Copenhague con Barbara Sukowa y la pianista Mitsuko Uchida. También actuaron con gran virtuosismo en Kissinger Sommer, Ludwigsburger Schlossfestspiele, Festival de Fayence, Aspen Festival, Salt Bay Chamber Festival, Festival Mecklenburg-Vorpommern y el Brandenburgische Sommerkonzerte. En 2015 el cuarteto actúa numerosas veces en Europa, en el Barbican Center de Londres, el Festival de Kuhmo, en Suiza, Alemania, España y Países Bajos.
Entre los acompañantes del Brentano han estado Joyce di Donato, Vijay Iyer, Ignat Solzhenitsyn y Jonathan Biss.
Entre los años 2009 a 2014 ha actuado en el Auditorio Nacional de Madrid, para la serie de Ibermúsica; para la Sociedad Filarmónica de Valencia; para la Fundación El Monte, Sevilla; para la Sociedad Filarmónica de Bilbao; Auditori de Barcelona; Auditorio de Tenerife; Auditorio de Murcia, Pro Música de Murcia; Sociedad de Conciertos Alicante; Salón de Columnas del Palacio Real de Madrid, teniendo el honor de tocar con los instrumetos de la Colección Palatina de Stradivarius y bajo la presencia de los Reyes.

## Repertorio y grabaciones
Su deseo de ir más allá de las fronteras de los clásicos repertorios de cuarteto de cuerda, les ha conducido a interpretar obras renacentistas como madrigales de Monteverdi y Gesualdo, fantasías de Purcell y trabajos seculares de Josquin des Prés. 
En el campo contemporáneo, Brentano colabora regularmente con compositores coetáneos como Elliot Carter y György Kurtág, e interpretan trabajos por encargo de Milton Babbitt, Chou Wen-Chung, Charles Wuorinen, Bruce Adolphe, Steven Mackey y Jonathan Dawe. El Cuarteto Brentano ha encargado nuevas composiciones a compositores tales como Gabriela Lena Frank, y también han encargado la realización de nuevas obras bajo el paraguas de los proyectos "Arte de la Fuga" y "Fragmentos". Para conmemorar su décimo aniversario, encargó a diez compositores escribir una pieza inspirada por y para ser entrelazada con fragmentos de la obra de Bach El Arte de la Fuga. Han trabajado también con el poeta y ganador del premio Pulitzer Mark Strand, encargándole poesía para acompañar trabajos de Haydn y Webern, cuyo concierto fue ofrecido en el Mozartwoche de Salzburgo por primera vez en Europa a principios de 2005. Para su proyecto llamado Fragments, los músicos combinaban trabajos incompletos de compositores como Mozart, Schubert, Bach y Shostakovitch con composiciones contemporáneas de Sofia Gubaidulina y Bruce Adolphe, entre otros.
El Cuarteto Brentano había lanzado un CD con el Cuarteto Op 71 de Haydn así como una grabación de música de Steven Mackey. Después ha lanzado un CD interpretando el Cuarteto K. 464 de Mozart y su Quinteto K. 593, grabado con la intérprete de viola Hsin-Yun Huang para la discográfica francesa AEON, con quienes continuaron colaborando con la grabación de los Cuartetos Tardíos de Beethoven (noviembre de 2011). La crítica ha dicho de este disco: "Lo primero que atrae de esta formación es el ajuste milimétrico, la respiración conjunta y la igualdad de registros, lo que no impide delicados claroscuros, irisaciones hábilmente graduadas gracias a un primoroso manejo de la dinámica, de los reguladores y una atención exquisita a los matices expresivos. Por lo que se refiere a estas interpretaciones de dos de los cuartetos del Beethoven maduro, la disposición y atributos del Brentano nos parecen idóneos. Es verdad que no poseen el empaque, la densidad del de Tokio, la limpieza absoluta del extinto Alban Berg, la finura del de Cleveland, el impulso juvenil del Artis o, mirando hacia atrás, el sentido del fraseo romántico del Végh o el ímpetu emocional del Amadeus, por citar algunos de los más relevantes. Pero cuentan con una panoplia de amplísimos efectos, de gradaciones sonoras de la mejor ley, sin que su sonoridad sea especialmente rica o de deslumbrante belleza".